# Kentwood (Michigan)
Kentwood is een plaats (city) in de Kent County in de Amerikaanse staat Michigan. De stad telde bij de volkstelling in 2000 zo'n 45.255 inwoners.
De stad was gevormd in 1839 als Paris Township, een soort gemeente. In 1967 werd dat omgevormd naar stad om te voorkomen dat de 'gemeente' nog meer land in zou gaan nemen van de steden Grand Rapids en Wyoming.